# ولقان (صحيفة)
ولقان (بالتركية العثمانيَّة: وولقان) هي صحيفةٌ يوميةٌ لم تُنشر طويلًا، وكانت قد نُشرت بالتركية العثمانيَّة في القسطنطينية بالدولة العثمانية. كانت هذه الصحيفة متداولةً بين عامي 1908-1909 وكانت من المطبوعات الإسلاميَّة التي صدرت في المشروطية الثانية. تُشير المؤلفات العربيَّة للصحيفة باسم «صحيفة ولقان» أو «جريدة ولقان» أو «صحيفة ولقان الدينيَّة»، وذكر أنها تعني «البركان».

## التاريخ
تأسست صحيفة «ولقان» على يد الدرويش وحدتي [الإنجليزية] في 11 ديسمبر 1908 بالقسطنطينية. وكان الدرويش قد طلب دعمًا ماليًا من السلطان عبد الحميد الثاني قبل إصدار الصحيفة، ولكنَّ طلبه رُفض. كان الدرويش وحدتي ناشر صحيفة «ولقان»، وقد تولى تحرير الصحيفة اليوميَّة حتى 20 أبريل 1909 عندما أُلقي القبض عليه. كانت الصحيفة بدايةً داعمةً للدستور الجديد وليبرالية نسبيًا. ومع ذلك، بعد تأسيس «الاتحاد المحمّدي» على يد الدرويش في 5 مارس 1909، أصبحت الصحيفة لسان حاله وناقدًا لاذعًا لجمعية الاتحاد والترقي. وقد نُشر البرنامج السياسي «للاتحاد المحمّدي» في الصحيفة في 3 مارس 1909.
نشرت صحيفة «ولقان» مقالات سعيد النورسي، الزعيم المستقبلي لحركة النور. وبدأت الصحيفة تنشر مقالاتٍ بأسلوبٍ نضاليٍ مع مرور الوقت، كما قدمت تركيبًا من الروحانية والإسلام الشعبي وعارضت علمانية الحكومة، كما انتقدت تأثير الأقليات والممثلين الأجانب في الدولة العثمانيَّة. جادل الدرويش في صحيفة «ولقان» بأنَّ جمعية الاتحاد والترقي يجب أن تلتزم بالمبادئ الإسلامية. كان كل هذا متناقضًا مع أيديولوجية جمعية الاتحاد والترقي مما جعل الصحيفة أداةً للثورة المضادة. في 12 أبريل 1909، قبل ثمانية أيام من إغلاقها، دعت صحيفة «ولقان» إلى أعمال شغبٍ ضد حكم جمعية الاتحاد والترقي بحجة أن قادة الجمعية يجب أن يغادروا البلاد. أنتجت الصحيفة ما مجموعه 110 أعدادًا خلال فترة نشرها.
يُشار بأنَّ الدرويش وحدتي [الإنجليزية] (وتذكره المصادر أيضًا باسم درويش وحدتي أو الدرويش وحيد الدين) كان قد أُعدم في القسطنطينية بتاريخ 19 يوليو 1909، وذلك لمشاركته ودوره في واقعة 31 مارس.

### الاسم نفسه
صدرت في أربعينيات القرن العشرين مجلةٌ تحمل الاسم نفسه في إسطنبول، وكانت تشارك الموقف السياسي للصحيفة.

### باللغة الإنجليزية
1. ↑  Ceren Sözeri (2019). "The transformation of Turkey's Islamic media and its marriage with neo-liberalism". Southeast European and Black Sea Studies. ج. 19 ع. 1: 156. DOI:10.1080/14683857.2019.1579413. S2CID:159250681.
2. 1 2  Feroz Ahmad (يناير 1991). "Politics and Islam in Modern Turkey". Middle Eastern Studies. ج. 27 ع. 1: 4. JSTOR:4283411.
3. 1 2  Talha Murat (2020). The political ideas of Derviş Vahdeti as reflected in Volkan newspaper (1908-1909) (MA thesis). Sabancı University. مؤرشف من الأصل في 2021-11-28.
4. 1 2 3  David Farhi (أكتوبر 1971). "The Şeriat as a Political Slogan: Or the 'Incident of the 31st Mart'". Middle Eastern Studies. ج. 7 ع. 3: 283. DOI:10.1080/00263207108700182.
5. ↑  Jeremy Salt (Spring 2015). "Turkey's Counterrevolution: Notes from the Dark Side". Middle East Policy. ج. XXI ع. 1: 123. DOI:10.1111/mepo.12118. hdl:11693/24192.
6. 1 2  Feroz Ahmad (يوليو 1968). "The Young Turk Revolution". دورية التاريخ المعاصر  [لغات أخرى]‏. ج. 3 ع. 3: 26. DOI:10.1177/002200946800300302. JSTOR:259696. S2CID:150443567.{{استشهاد بدورية محكمة}}:  صيانة الاستشهاد: علامات ترقيم زائدة (link)
7. ↑  Christine M. Philliou (2021). Turkey. A Past Against History. Oakland, CA: دار نشر جامعة كاليفورنيا. ص. 52. DOI:10.1525/9780520382398-fm. ISBN:9780520276390. S2CID:241883383.
8. ↑  Şükran Vahide (2003). "Toward an Intellectual Biography of Said Nursi". في Ibrahim M. Abu-Rabi' (المحرر). Islam at the Crossroads: On the Life and Thought of Bediuzzaman Said Nursi. Albany, NY: State University of New York Press. ص. 6. ISBN:978-0-7914-8691-7.
9. 1 2 3  Renée Worringer (2014). Ottomans Imagining Japan. East, Middle East, and Non-Western Modernity at the Turn of the Twentieth Century. New York: Palgrave Macmillan. ص. 175. DOI:10.1057/9781137384607. ISBN:978-1-137-38460-7.
10. ↑  Stanford J. Shaw؛ Ezel Kural Shaw (1977). History of the Ottoman Empire and Modern Turkey. Cambridge: مطبعة جامعة كامبريدج. ج. 2. ص. 280. DOI:10.1017/CBO9780511614972. ISBN:9780511614972.
11. ↑  Renée Worringer (2004). "Sickman of Europe or Japan of the Near East?: Constructing Ottoman Modernity in the Hamidian and Young Turk Eras". المجلة الدولية لدراسات الشرق الأوسط. ج. 36 ع. 2: 217. DOI:10.1017/S0020743804362033. S2CID:156657393.
12. ↑  Kasuya Gen (2006). "The influence of al-Manar on Islamism in Turkey: the case of Mehmed Âkif". في Stephane A. Dudoignon؛ Komatsu Hisao؛ Kosugi Yasushi (المحررون). Intellectuals in the Modern Islamic World. London: روتليدج (دار نشر). ص. 72. DOI:10.4324/9780203028315-10. ISBN:9780203028315.
13. ↑  Selim Sezer (أغسطس 2022). "'A pretty bad reputation': reflections of 'the 31 March incident' on Ottoman Syria, its background, and its immediate consequences". Middle Eastern Studies. ج. 59 ع. 3: 396. DOI:10.1080/00263206.2022.2108803. S2CID:251682869.
14. ↑  M. Ertuğrul Düzdağ. "Volkan". دائرة المعارف الإسلامية. مؤرشف من الأصل في 2021-01-22.
15. ↑  Erik-Jan Zürcher (2010). "The Importance of Being Secular: Islam in the Service of the National and Pre-National State". في Celia Kerslake؛ Kerem Ökten؛ Philip Robins (المحررون). Turkey's Engagement with Modernity. London: Palgrave Macmillan. ص. 56. DOI:10.1057/9780230277397_3. ISBN:978-1-349-31326-6.
16. ↑  Gavin D. Brockett (أغسطس 2009). "Provincial Newspapers as a Historical Source: Büyük Cihad and the Great Struggle for the Muslim Turkish Nation (1951-53)". المجلة الدولية لدراسات الشرق الأوسط. ج. 41 ع. 3: 443. DOI:10.1017/S0020743809091545. JSTOR:40389256.

### باللغة العربيَّة
1. ↑  أحمد نوري النعيمي (1990). اليهود والدولة العثمانية. دار الشؤون الثقافية العامة. ص. 229.
2. ↑  أحمد نوري النعيمي (1993). الحركات الاسلامية الحديثة في تركيا: حاضرها ومستقبلها: دراسة حول الصراع بين الدين والدولة في تركيا. دار البشير. ص. 66. OCLC:221989976.
3. 1 2  سهيل صابان (2010). تطور الأوضاع الثقافية في تركيا: من عهد التنظيمات إلى عهد الجمهورية 1839-1990م. تحرير ومراجعة: عثمان علي. المعهد العالمي للفكر الإسلامي. ص. 340، 426. ISBN:9781565643444. OCLC:1136107816.
4. ↑  سمير سبيتان (2012). تركيا في عهد رجب طيب أردوغان (ط. 1). الجنادرية للنشر والتوزيع. ص. 79. ISBN:9796500030296. OCLC:1184011997.
5. 1 2  أورخان محمد علي (1999). سعيد النورسي: رجل القدر في حياة أمة. دار الفضيلة. ص. 54. OCLC:43818858.